# 1789 -バスティーユの恋人たち-
1789 -バスティーユの恋人たち-（原題:1789 Les Amants De La Bastille）は、ドーヴ・アチアとアルベール・コーエンによるフレンチ・ロック・ミュージカル作品。
2012年にTF1とNRJの共同制作で2012年にフランスで初演された。9月22日にプレビューが開幕し、10月22日に初日を迎えた。パリで90回、フランス、スイス、ベルギー各地を回るツアーで95回の上演を行い、2013年11月にはパリに戻り、凱旋公演を行った。観客動員数は延べ70万人を数え、2013年にはクリスタル・グローブ賞の"ベスト・ミュージカル賞"を受賞した。
日本語版初演は2015年に宝塚歌劇団月組。

## あらすじ
フランス版の結末は、主人公ロナンもしくはヒロイン・オランプのどちらかが亡くなる2種類のエンドがある。
日本版は、宝塚版・東宝版ともにロナンが死亡する結末である。

## 主な登場人物
- 主人公・ヒロイン
  - ロナン・マズリエ - 官憲に父親を銃殺された青年
  - オランプ・デュ・ピュジェ - 王太子の養育係、ロナンの恋人

- 革命派
  - マクシミリアン・ロベスピエール - 第三身分出身の若い議員
  - ジョルジュ・ダントン - 弁護士、カミーユ・デムーランの友人
  - カミーユ・デムーラン - 革命家でジャーナリスト、ロナンの友人
  - ソレーヌ・マズリエ - ロナンの妹

- 民衆
  - ジャン・ポール・マラー - 医師、かわら版の記者
  - ジャック - マラーの印刷所の印刷工
  - ミシェル - マラーの印刷所の印刷工
  - リュシル - デムーランの恋人
  - シャルロット - パレ・ロワイヤルの落とし子

- 秘密警察
  - オーギュスト・ラマール - アルトワ伯爵の手先
  - ロワゼル - ラマールの手下
  - トゥルヌマン - ラマールの手下

- 貴族・王族
  - マリー・アントワネット - フランス王妃
  - ルイ・ジョセフ - フランス王太子。ルイ16世とマリーの子供
  - ルイ16世 - フランス国王
  - デュ・ピュジェ中尉 - バスティーユ牢獄爆薬庫の管理人・オランプの父
  - ラザール・ペイロール - 貴族将校。ロナンの父の仇。
  - ジャック・ネッケル - 国務大臣
  - ヨランド・ドゥ・ポリニャック - 王太子の家庭教師・王妃の友人
  - ハンス・アクセル・フォン・フェルゼン - スウェーデンの将校、王妃の愛人
  - シャルル・アルトワ - ルイ16世の弟

## オリジナル
スタッフ
- 脚本：ダヴ・アチア、François Chouquet
- 歌詞：ダヴ・アチア、ヴィンセント・バギアン、François Chouquet
- 作曲：Rod Janois、William Rousseau、Jean-Pierre Pilot、Olivier Schultheis、Dove Attia、Louis Delort、Laurent Delort、François Castello、Benoit Poher、Silvio Lisbone、Manon Romit、Elio Antony

## 楽曲
※セットリストの順番は日本版を基準に記載

1幕
- Le cri de ma naissance（叫ぶ声）
- Hey Ha（デムーランの演説）
- Fréres de la révolution（革命の兄弟）※東宝版書き下ろし楽曲
- Je mise tout（全てを賭けて）
- Au palais royal（パレ・ロワイヤル）
- La nuit m'appelle（夜のプリンセス）
- Le temps s'en va（夢よ永遠に…）※宝塚版では未使用
- Maniaque（耐えてみせる）
- Tomber dans ses yeux（二度と消せない）
- Pour un nouveau monde（三部会）
- Pic et pic et amstramgram（自由と平等）
- La Guerre Pour Se Plaire!（この愛の先に）
- La sentence（許されぬ愛）
- La rue nous appartient（街は我らのもの）
- Les Mots Que L'On Ne Dit Pas（声なき言葉）※東宝版では未使用

2幕
- À quoi tu danses?（誰の為に踊らされているのか）
- Je suis un Dieu（私は神だ）
- Meme si le monde touchait à sa fin（世界の終わりがきても）※日本版書き下ろし楽曲
- Je veux le monde（世界を我が手に）
- Prenez l'arme（武器を取れ）※日本版書き下ろし楽曲
- Nous ne sommes（国王陛下の名のもとに）
- Je vous rend mon àme（神様の裁き）
- Ça ira mon amour（サ・イラ・モナムール）
- Sur Ma Peau（肌に刻みこまれたもの）
- Fixe（叫ぶ声 リプライズ）
- Pour la peine（悲しみの報い）

## 日本での上演

### 宝塚版
2015年 - 月組公演
小池修一郎潤色・演出。
オリジナルと違いマリー・アントワネットが準主役となっている。
- 公演期間

2015年4月24日 - 6月1日（宝塚大劇場）
2015年6月19日 - 7月26日（東京宝塚劇場）

### 東宝版
潤色・演出は宝塚版と同じく小池修一郎が担当。
フランス版演出に基づいたオリジナル音源を用い、日本公演用に新たに曲が加えられた。
- 公演期間

2016年
2016年4月11日 - 5月15日（帝国劇場） - 4月9日・10日プレビュー公演
2016年5月21日 - 6月5日（梅田芸術劇場）
2018年
2018年4月9日 - 5月12日（帝国劇場）
2018年6月2日 - 6月25日（新歌舞伎座）
2018年7月3日 - 7月30日（博多座）
2025年
2025年4月8日 - 4月29日（明治座）
2025年5月8日 - 5月16日（新歌舞伎座）

#### キャスト（東宝版）
|                                      | 2016年                       | 2018年                     | 2025年                     |
| ------------------------------------ | ---------------------------- | -------------------------- | -------------------------- |
| ロナン・マズリエ                     | 小池徹平 加藤和樹            | 小池徹平 加藤和樹          | 岡宮来夢 手島章斗          |
| オランプ・デュ・ピュジェ             | 神田沙也加 夢咲ねね          | 神田沙也加 夢咲ねね        | 星風まどか 奥田いろは      |
| マリー・アントワネット               | 凰稀かなめ                   | 凰稀かなめ                 | 凪七瑠海                   |
| マリー・アントワネット               | 花總まり                     | 龍真咲                     | 凪七瑠海                   |
| マクシミリアン・ロベスピエール       | 古川雄大                     | 三浦涼介                   | 伊藤あさひ                 |
| ジョルジュ・ジャック・ダントン       | 上原理生                     | 上原理生                   | 伊勢大貴                   |
| カミーユ・デムーラン                 | 渡辺大輔                     | 渡辺大輔                   | 内海啓貴                   |
| ソレーヌ・マズリエ                   | ソニン                       | ソニン                     | 藤森蓮華                   |
| シャルル・アルトワ                   | 吉野圭吾                     | 吉野圭吾                   | 高橋健介                   |
| オーギュスト・ラマール               | 坂元健児                     | 坂元健児                   | 俵和也                     |
| ハンス・アクセル・フォン・フェルゼン | 広瀬友祐                     | 広瀬友祐                   | 小南光司                   |
| ラザール・ペイロール                 | 岡幸二郎                     | 岡幸二郎                   | 渡辺大輔                   |
| ルイ16世                             | 増澤ノゾム                   | 増澤ノゾム                 | 山田定世                   |
| ジャック・ネッケル                   | 立川三貴                     | 磯部勉                     | 増澤ノゾム                 |
| ロワゼル                             | 加藤潤一                     | 加藤潤一                   | 宮下雄也                   |
| トゥルヌマン                         | 岡田亮輔                     | 岡田亮輔                   | 須田遼太郎                 |
| リュシル・デュプレシ                 | 則松亜海                     | 則松亜海                   | 鈴木サアヤ                 |
| ポリニャック夫人                     | 飯野めぐみ                   | 渚あき                     | 晴華みどり                 |
| デュ・ピュジェ中尉                   | 松澤重雄                     | 松澤重雄                   | 港幸樹                     |
| シャルロット                         | 齋藤さくら 志村美帆 万座みゆ | 佐藤芽佳 田島凜花 山口陽愛 | 宿谷彩禾 徳永みな 南里侑明 |
| ルイ・ジョセフ                       | 鈴木和弥 大河原爽介          | 陣慶昭 中村琉葦 寺崎柚空   | 谷慶人 古正悠希也          |

### 日本公演関連メディア

#### DVD/BD
- 月組宝塚大劇場公演 スペクタクル・ミュージカル『1789 ―バスティーユの恋人たち―』(2015年7月16日発売、宝塚歌劇団)
- 2018年東宝公演DVD「1789-バスティーユの恋人たち-」（2018年10月29日発売、東宝株式会社／東宝ミュージック株式会社）[3]
  - Version d'espoir（希望バージョン）
  - Version de courage（勇気バージョン）

#### CD
- 月組宝塚大劇場公演ライブCD「1789-バスティーユの恋人たち-」(2015年7月16日発売、宝塚歌劇団)
- 2016年東宝公演 ハイライト・ライヴ録音盤「1789-バスティーユの恋人たち-」（2016年10月20日発売、東宝株式会社／東宝ミュージック株式会社）
  - Version de liberté(自由バージョン)
  - Version d'égalité(平等バージョン)